# Götz Spielmann
Götz Spielmann (Wels, 11 gennaio 1961) è un regista e sceneggiatore austriaco.

## Biografia
Cresce a Vienna dove comincia a scrivere e a dirigere mentre frequenta ancora la scuola. Nel 1980, comincia a studiare sceneggiatura e regia all'Accademia d'Arte Cinematografica di Vienna. Due film completati durante gli studi ricevono premi internazionali e vengono proiettati alla Stadtkino, cinema indipendente di Vienna. Nel 1987 si diploma. Subito dopo, scrive e dirige quattro film di seguito, per cinema e televisione. Nel 1999, dopo anni di silenzio, produce il film Die Fremde (Lo Straniero), candidato all'Oscar come Miglior Film Straniero. Seguono Spiel im Morgengrauen (Gioco all'Alba), film per la TV e Antares nel 2004. Quest'ultimo viene proiettato in più di 30 festival internazionali, nonché nelle rassegne d'essai delle sale di molti paesi, tra cui Francia, Stati Uniti e Germania. L'Austria lo candida per l'Oscar nella sezione Lingua Straniera. Le esplicite scene di sesso scatenano accesi dibattiti tra i membri dell'Accademia. Dal 2005, Götz Spielmann scrive e dirige anche per il teatro. Nel 2006 viene premiato con il Premio alla Cultura dello Stato dell'Alta Austria, nella categoria Cinema. Lo stesso anno, fonda la casa di produzione Spielmannfilm. Nel 2008 realizza il suo ultimo lungometraggio dal titolo Revanche - Ti ucciderò.

## Filmografia
- 1990: Erwin und Julia
- 1993: Der Nachbar
- 1993: Dieses naive Verlangen
- 1995: Loveable Lies aka Pretty Lies (Liebe Lügen)
- 1996: Fear of the Idyll (Die Angst vor der Idylle)
- 2000: The Stranger (Die Fremde)
- 2001: Spiel im Morgengrauen
- 2004: Antares
- 2008: Revanche